# سدلاری (بلغارستان)
سدلاری (به بلغاری: Sedlari) یک منطقهٔ مسکونی در بلغارستان است که در شهرستان مومچیلگراد واقع شده‌است.